# Campo di Marte
Campo di Marte foi um grupo de rock progressivo italiano fundado em 1971 em Florença.

## História
O grupo foi criado por Enrico Rosa, ex-guitarrista do Senso Unico, e por Mauro Sarti, ex-baterista e flautista, do Verde Stagione, com o baixista ítalo-americano Ricard Ursillo, Carlo Marcovecchio, ex-baterista de I Califfi, e Alfredo Barducci, responsável pelo piano, aerofone, órgão e voz. O grupo, ainda que tenha feito numerosos concertos ao vivo, teve uma produção discográfica baseada apenas no álbum homônimo, que foi composto em 1971 e veio a ser publicado dois anos depois, quando a banda já havia praticamente acabado.
Em 1974, Enrico Rosa se transferiu para a Dinamarca, na qual prosseguiu a sua carreira de músico. Em 2003, se reuniu com Mauro Sarti, Eva Rosa, na flauta doce, Matin Alexandr Sass, nos teclados, e Maurilio Rossi, no baixo, para tocar em alguns concertos na Toscana e para gravar o live Concerto zero. Já o disco homônimo foi um conceitual criado em 1971 pelo guitarrista e compositor Enrico Rosa, que também arranjou e produziu a música do álbum que foi gravado em janeiro de 1973.
Enrico utilizou diversas sonoridades com combinações entre os instrumentos acústicos e elétricos como corno francês, flauta, arcos, órgão, violão, guitarra, bateria, percussões e baixo elétrico.
Essas sonoridades criadas a partir das composições é como uma sinfonia na qual a música conta uma história com as suas profundas emoções.
O nome Campo di Marte, inspirado em uma zona de Florença, foi escolhido durante o período da gravação. Sendo Marte o mítico deus da guerra, remete metaforicamente à ideia de um campo de guerra e em relação a isso as letras se referem à idiotia dos conflitos armados e para completar o pensamento, a capa do velho disco mostrava antigos soldados mercenários turcos que se infligiam feridas com armas diversas para demonstração de força e coragem para assim receber um salário mais alto. O mesmo desenho é usado ainda hoje como símbolo do Campo di Marte e é de propriedade de Enrico Rosa.
Em 1994, o primeiro disco foi reeditado em CD. O disco de 1973, foi publicado pela United Artists, no início, na Itália e América Latina, em seguida, em 1994, em CD, pela Mellow Records. Em 2006, a BTF publicou o trabalho em CD em confecção mini-álbum na sucessão e as letras como escritas originalmente, além de uma reedição do disco em vinil vermelho com a capa original e conteúdo.
Um DVD de filmagens durante a gravação de Concerto Zero, realizado na Dinamarca, em 2004. Uma entrevista com Enrico Rosa feita pela BTF na Itália e Dinamarca, está em poder da BTF, mas até 2009 não tinha sido ainda publicada.

## Discografia
- 1973 - Campo di Marte (United Artists)
- 2003 - Concerto zero (live)

## Formação
- Enrico Rosa - guitarra, voz, mellotron
- Alfredo Barducci - aerofone, piano, órgão, voz
- Paul Richard Ursillo - baixo, voz
- Mauro Sarti - bateria, percussões, flauta, voz
- Carlo Felice Marcovecchio - bateria, percussões, voz
- Eva Rosa - flauta doce (desde 2003)
- Matin Alexandr Sass - teclado (desde 2003)
- Maurilio Rossi - baixo (desde 2003)